# Ломберный стол
Ломберный столик — квадратный или прямоугольный складной стол для игры в карты, разновидность игорного стола. Своё название он получил от одноимённой испанской карточной игры.

## История появления
Первые ломберные столики появились в Испании с зарождением карточной игры «ломбер». Популярность они получили во Франции и Англии в XVI веке, когда наблюдался пик увлечения этой игрой. В то время не изготавливали специальные столики: для ломбера приспосабливали обычную мебель для карточных игр, обивая её сукном.
Спустя 200 лет (примерно в середине XVIII века) карточная игра и ломберные столики пришли в Россию. 

В главе пятой «Евгения Онегина» (строфа XXXV, строки 9—11) А. С. Пушкин упоминает о них, описывая именины Татьяны Лариной: 
Столы зелёные раскрыты:
Зовут задорных игроков

Бостон и ломбер стариков…
Литературовед Ю. М. Лотман в комментарии к 9-й строке поясняет: «"Столы зеленые раскрыты" — Столы для карточной игры оклеивались или покрывались зеленым сукном, на котором мелом записывались взятки».
Позже игра «ломбер» была вытеснена другими карточными играми (преферансом и вистом), из-за чего потребность в ломберных столиках практически исчезла.

## Особенности ломберных столиков
Такая категория мебели, как ломберный стол, появилась в XVIII веке. У него выделились характерные черты: симметричная форма, отсутствие или нестандартное расположение проножек (планок для скрепления ножек стола), чтобы они не мешали игрокам во время игр. Потом вошли в моду складные столики: до игры стол был похож на обычный обеденный или журнальный столик, на котором располагали вазу с цветами или канцелярские принадлежности. Перед игрой стол раскладывался, и внутренняя часть, обернутая сукном, становилась внешней.
Для поворотных складных столов интересная геометрическая задача — нахождение места расположения поворотной оси.

## Ломберные столы в XXI веке
Сегодня ломберные столики вновь входят в моду, только используются они не для карточных игр, а для игры в шахматы, нарды и шашки. Выпускаются многофункциональные модификации, которые совмещают в себе функции чайного, журнального и обеденного столов. Чаще всего изготавливают раскладные столы с одной или четырьмя ножками, с дополнительными секциями: к примеру, с табуретом для ног, подставкой под книги, письменным бюро и шкафчиками.